# Johann III. (Schlüchtern)
Johann III., eigentlich: Johann Gils, († kurz nach 1478) war von 1457 bis 1470 Abt des Klosters Schlüchtern.
Graf  Philipp I. von Hanau-Münzenberg, zugleich Vogt des Klosters, übte bei seiner Wahl 1457 massiven Einfluss aus. Wahrscheinlich wurde der Abt – wie bisher üblich – vom Konvent gewählt, aber er musste anschließend dem Grafen bestätigen, dass er durch dessen Einfluss Abt geworden sei und ihm umfangreiche Kontrollrechte über das Kloster einräumen. Erstaunlicherweise erhob der Diözesanbischof in Würzburg, Johann II. von Brunn, dagegen keine Einwände und bestätigte Johann III. in seinem Amt. Dieses Verfahren war Teil der Politik der Grafen von Hanau, die bestrebt waren, das Kloster in ihre Landesherrschaft einzugliedern.
Zehn Jahre später befand sich das Kloster in Aufruhr: Prior und Konvent befanden sich in entschiedener Opposition zu ihrem Abt, dem Verschwendung und weltlicher Lebenswandel vorgeworfen wurden. Der Streit eskalierte: Vor der Kurie wurde prozessiert, der Graf und der Bischof von Würzburg versuchten zu schlichten: vergeblich. Schließlich setzte Graf Philipp I. den Abt am 22. Oktober 1470 ab. Der Abt wurde mit einem Wohnsitz in Schlüchtern ausgestattet, ging dann aber 1471 in ein anderes Benediktinerkloster. Weil er für die in Rom entstandenen Prozesskosten nicht aufkommen wollte, wurde sowohl er als auch das Kloster exkommuniziert, eine Maßnahme, die erst zu Weihnachten 1473 wieder aufgehoben wurde.